# Strålningspyrometer

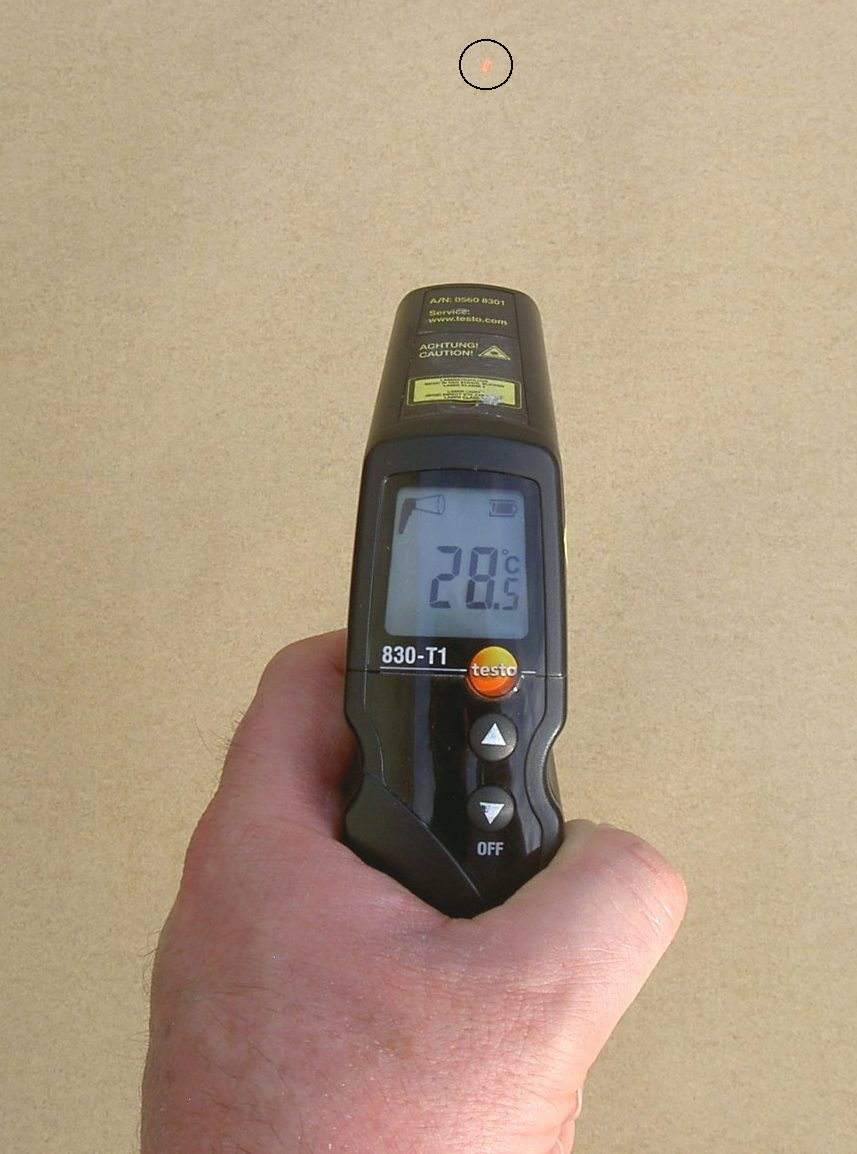
Infraröd termometer

Strålningspyrometer är en typ av termometer varmed temperaturen hos ett upphettat föremål kan bestämmas genom mätning av dess värmestrålning. Mätningen kan göras utan att föremålet berörs eller störs. Detta innebär att även roterande föremåls temperatur kan bestämmas med hjälp av en pyrometer.
Ordet pyrometer är sammansatt av grekiska πυρ (pyr) = eld och μετερ (meter) = att mäta. Ordet pyrometer myntades ursprungligen för att beteckna en anordning som kan mäta temperaturen på ett föremål genom dess glödande ljus, synligt ljus som sänds ut av en kropp som är åtminstone glödhet. Moderna pyrometrar eller infraröda termometrar mäter också temperaturen på kallare föremål, ner till rumstemperatur, genom att detektera deras infraröda strålningsflöde.

## Funktionsprincip
Pyrometerns funktion är baserad på principen att intensiteten av ljuset som tas emot av detektorn beror på dess avstånd från källan och temperaturen från källan. En modern pyrometer har ett optiskt system och en detektor. Det optiska systemet fokuserar den termiska strålningen på detektorn. Utsignalen från detektorn (temperatur T) är relaterad till den termiska strålningen eller irradiansen {\displaystyle j^{\star }} från målobjektet genom Stefan–Boltzmanns lag, proportionalitetskonstanten σ, kallad Stefan–Boltzmanns konstant och objektets emissivitet ε.
{\displaystyle j^{\star }=\varepsilon \sigma T^{4}}
Denna utgång används för att härleda objektets temperatur på avstånd, utan att pyrometern behöver vara i fysisk kontakt med objektet. De flesta andra termometrar (till exempel termoelement och resistanstemperaturdetektorer (FoTU)) placeras i termisk kontakt med föremålet och tillåts nå termisk jämvikt.
Pyrometri av gaser ger svårigheter, men dessa övervinns oftast genom att använda tunnfilamentpyrometri eller sotpyrometri. I båda teknikerna medverkar små fasta ämnen i kontakt med heta gaser.

## Historik

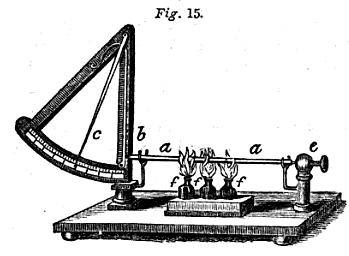
En pyrometer från 1852. Uppvärmning av metallstången (a) trycker mot en spak (b), som flyttar en visare (c) längs en skala som fungerar som ett mätindex. (e) är ett orörligt stöd som håller stången på plats. En fjäder på (c) trycker mot (b), vilket gör att indexet faller tillbaka när stången svalnar.

Det tidigaste exemplet på en pyrometer som tros existera är Hindley-pyrometern med anor från 1752, som finns på Science Museum i London, framställd för den kungliga samlingen. Pyrometern var ett tillräckligt välkänt instrument för att den beskrevs i detalj av matematikern Euler 1760.
Krukmakaren Josiah Wedgwood uppfann en annan typ av pyrometer för att mäta temperaturen i sina ugnar, som först jämförde färgen på lera som brändes vid kända temperaturer, men uppgraderades så småningom till att mäta krympningen av lerbitar, som berodde på ugnens temperatur. Senare exempel använde expansionen av en metallstång som metod.
Under 1860-1870-talen utvecklade bröderna William och Werner Siemens en platinamotståndstermometer, först för att mäta temperatur i undervattenskablar, men sedan anpassad för att mäta temperaturer i metallurgi upp till 1 000 C, och förtjänade därför benämningen pyrometer.

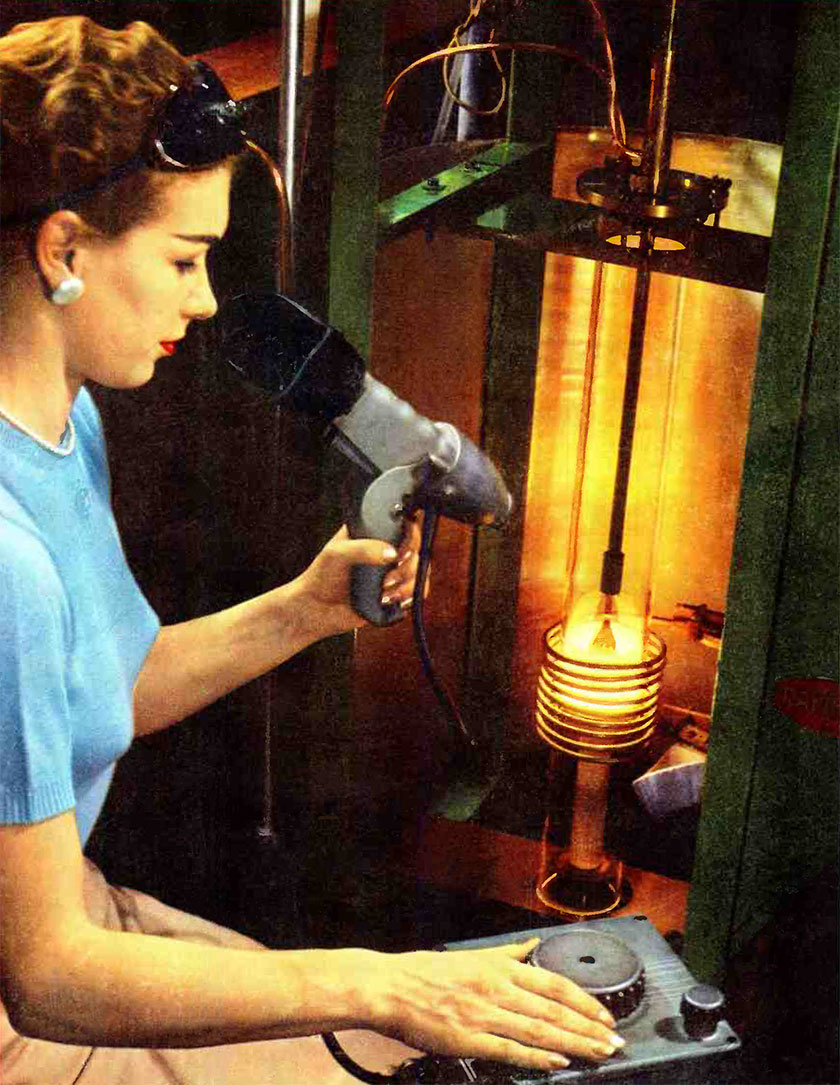
Tekniker som mäter temperaturen på smält kisel vid 1 450 °C med en pyrometer med neutraliserade filament i Czochralskis kristallbildningsutrustning vid Raytheon Company transistorfabrik 1956.

Den första pyrometern med neutraliserad glödtråd uppfanns av L. Holborn och F. Kurlbaum 1901. Denna enhet hade en tunn elektrisk glödtråd mellan en observatörs öga och ett glödande föremål. Strömmen genom glödtråden justerades tills den hade samma färg (och därmed temperatur) som objektet och inte längre var synlig. Den kalibrerades för att tillåta temperatur att utläsas från strömmen genom tråden.
Temperaturen som visas av pyrometrar med neutraliserad glödtråd och andra av dess slag, kallade ljushetspyrometrar, är beroende av objektets emissivitet. Med ökad användning av ljushetspyrometrar blev det uppenbart att det fanns problem med att förlita sig på kunskap om värdet av emissivitet. Emissiviteten visade sig förändras, ofta drastiskt, med ytjämnhet, bulk och ytsammansättning, och till och med själva temperaturen.
För att komma runt dessa svårigheter utvecklades kvot- eller tvåfärgspyrometern. De förlitar sig på det faktum att Plancks fördröjning, som relaterar temperatur till intensiteten av strålning som sänds ut vid individuella våglängder, kan lösas för temperatur om Plancks uttalande om intensiteterna vid två olika våglängder delas. Denna lösning förutsätter att emissiviteten är densamma vid båda våglängderna och tar ut varandra i divisionen. Detta är känt som det grå kroppsantagandet. Kvotpyrometrar är i huvudsak två ljusstyrkepyrometrar i ett enda instrument. De operativa principerna för kvotpyrometrarna utvecklades på 1920- och 1930-talen, och de var kommersiellt tillgängliga 1939.
När kvotpyrometern kom i allmän användning, fastställdes det att många material, varav metaller är ett exempel, inte har samma emissivitet vid två våglängder. För dessa material upphävs inte emissiviteten och temperaturmätningen är felaktig. Mängden fel beror på emissiviteterna och de våglängder där mätningarna görs. Pyrometrar med tvåfärgförhållande kan inte mäta om ett materials emissivitet är våglängdsberoende.
För att mer exakt mäta temperaturen hos verkliga föremål med okända eller förändrade emissiviteter förevisades pyrometrar med flera våglängder vid US National Institute of Standards and Technology och beskrevs 1992. Multivåglängdspyrometrar använder tre eller flera våglängder och matematisk manipulation av resultat för att uppnå noggrann temperaturmätning även när emissiviteten är okänd, förändras eller skiljer sig beroende på mätningens våglängd.

## Tillämpning
Pyrometrar är speciellt lämpade för mätning av rörliga föremål eller ytor som inte kan nås eller inte kan vidröras. Samtida multispektrala pyrometrar är lämpliga för att mäta höga temperaturer inuti förbränningskammare i gasturbinmotorer med hög noggrannhet.
Temperatur är en grundläggande parameter vid metallurgisk ugnsdrift. Tillförlitlig och kontinuerlig mätning av metalltemperaturen är avgörande för effektiv kontroll av driften. Smälthastigheter kan maximeras, slagg kan produceras vid optimal temperatur, bränsleförbrukningen minimeras och eldfast livslängd kan också förlängas. Termoelement var de traditionella enheterna som användes för detta ändamål, men de är olämpliga för kontinuerlig mätning eftersom de smälter och bryts ned.

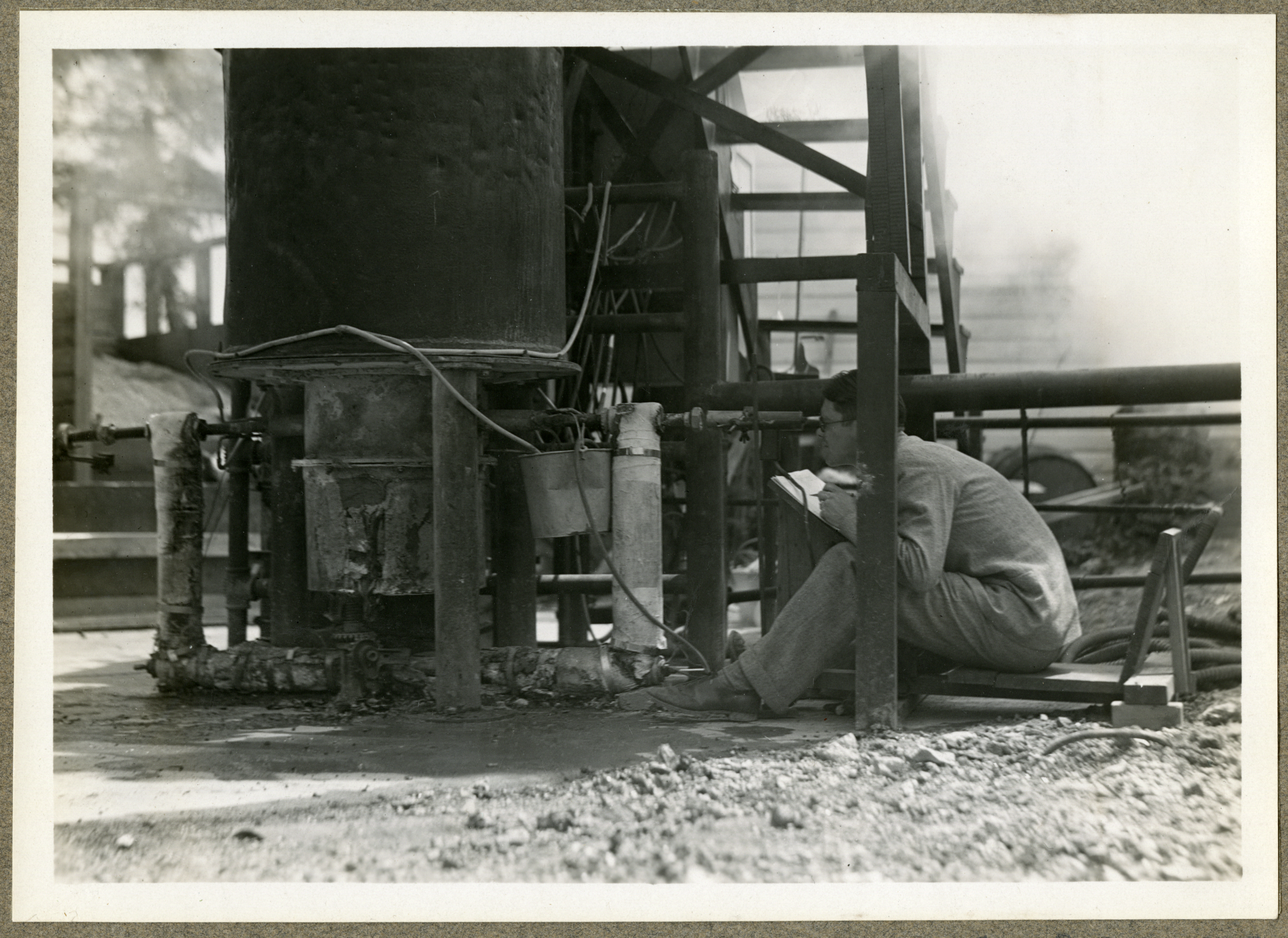
Mätning av förbränningstemperaturen för koks i masugnen med en optisk pyrometer, Fixed Nitrogen Research Laboratory, 1930.

Saltbadsugnar arbetar vid temperaturer upp till 1 300 °C och används vid värmebehandling. Vid mycket höga arbetstemperaturer med intensiv värmeöverföring mellan det smälta saltet och stålet som behandlas, upprätthålls precisionen genom att mäta temperaturen på det smälta saltet. De flesta fel orsakas av slagg på ytan som är kallare än saltbadet.
Pyrometrar kan monteras på experimentella gasturbinmotorer för att mäta yttemperaturen på turbinblad. Sådana pyrometrar kan paras ihop med en varvräknare för att binda pyrometerutgången med positionen för ett enskilt turbinblad. Timing i kombination med en radiell positionskodare gör det möjligt för ingenjörer att bestämma temperaturen vid exakta punkter på bladet som rör sig förbi sonden.